# Leptoypha elliptica
Leptoypha elliptica är en insektsart som beskrevs av Mcatee 1917. Leptoypha elliptica ingår i släktet Leptoypha och familjen nätskinnbaggar. Inga underarter finns listade i Catalogue of Life.